# Niklas Westberg
Niklas Westberg, född 1 april 1979, är en svensk före detta fotbollsmålvakt.
Efter säsongen 2013 valde Westberg att avsluta sin karriär i IF Brommapojkarna.